# 加的夫 (阿拉巴马州)
加的夫（英語：Cardiff），是美国阿拉巴马州下属的一座城市。面积约为0.25平方英里（约合0.65平方公里）。根据2010年美国人口普查，该市有人口55人，人口密度为219.12/平方英里（约合84.62/平方公里）。